# Robert Hart
Robert Hart, baronet, född den 20 februari 1835 i Portadown, Armagh, död den 20 september 1911, var en brittisk diplomat från Nordirland som spelade en viktig roll i kinesisk politik under den sena Qingdynastin.
1854 fick han anställning som tolkelev vid brittiska vicekonsulatet i Ningbo, tjänstgjorde 1858 som sekreterare hos den fransk-engelska kommission som under Guangzhous ockupation utövade styrelsemakten där och ingick 1859 i det efter Taiping-upproret nyorganiserade Kinesiska sjötullverket, vars generalinspektör och chef han blev 1863. Under Harts ledning gjorde denna institution stora framsteg, och sjötullmedlen blev det kinesiska statsverkets säkraste inkomster. 
Han verkade även för att sprida kunskap om västvärlden i Kina och för utjämning av stridigheter mellan Kina och europeiska makter. Diplomatiska kåren i Peking anlitade honom ofta som rådgivare på grund av hans kännedom om kinesiska förhållanden. Sin erfarenhet av dem har han redovisat i boken These from the land of Sinim.
Hart blev 1896 generalinspektör för hela kinesiska tullverket och för postväsendet samt fick efter 1901 års fördrag i uppdrag att organisera tullväsendet i de nya fördragshamnarna. Vid boxaroroligheterna 1900 förstördes även Harts hus, varvid bland annat hans under 40 år förda, värdefulla dagböcker gick förlorade. Han deltog sedan kraftigt i försvaret av legationerna i Peking.
1908 återvände Hart till hemlandet. Hart hedrades av den kinesiska regeringen med de högsta utmärkelsetecken och upphöjdes 1893 av drottning Viktoria till baronet.

## Verk
- Hart, Robert (1901). These from the Land of Sinim: Essays on the Chinese Question. Chapman & Hall. http://books.google.com/books?hl=en&id=-vggAAAAMAAJ&dq=these+to+the+land+of+sinim&printsec=frontcover&source=web&ots=VZQVREFYqo&sig=grDzYoQZP8wC_A9jzdSl4MVAZis